# Frances Harris
Frances Harris (8 janvier 1950 - 17 février 2021), est une historienne britannique connue pour son intérêt pour la période Stuart.

## Biographie
Frances Harris est née à Victoria, en Australie, de l'artiste Esther Hall et de Laurence Harris, fonctionnaire. Elle fait ses études au Methodist Ladies' College de Melbourne. Le travail de son père amène la famille en Grande-Bretagne en 1967 et Harris reste pour fréquenter le Westfield College de l'Université de Londres, où elle obtient un diplôme en anglais en 1971. Elle termine son doctorat en 1975 puis obtient un diplôme en bibliothéconomie et études de l'information à l'University College de Londres. Harris accepte ensuite un poste à la British Library. Elle écrit trois livres sur la période Stuart à partir de 1991. En 2004, le deuxième livre de Harris remporte le prix d'histoire Wolfson. Lorsque Harris prend sa retraite en 2010, elle est responsable des manuscrits historiques modernes,,,.

## Vie privée
Harris est en partenariat civil avec Elfrida Roberts. On lui diagnostique un myélome en décembre 2020 et elle meurt le 17 février 2021.